# タジキスタン内戦
タジキスタン内戦（タジキスタンないせん、タジク語: Ҷанги шаҳрвандии Тоҷикистон）は、1991年に独立を果たしたタジキスタンで、1992年から1997年にかけて発生した内戦である。
1992年の5月、ゴルノ・バダフシャン自治州やガルム地方のイスラム勢力や民主勢力が、エモマリ・ラフモンらタジキスタン共産党の権力機構やクリャーブ地方やホジェンド(かつてのレニナバード)地方など共和国で優遇されてきた地域に対し、武装蜂起して始まった内戦である。反政府勢力はタジク野党連合（UTO）を結成して対抗、1997年6月、エモマリ・ラフモンとUTOの指導者サイイド・アブドゥッラー・ヌーリーがモスクワで和平協定に調印し、内戦は終結した。内戦での死者は5万～10万人と推計される。

## 内戦の推移
1992年春、前年に実施された大統領選挙の結果、誕生したラフモン・ナビエフ大統領への抗議行動を反政府勢力が街頭で展開し、緊張が高まる。5月、政府側の警備兵と反政府勢力の間で戦闘が勃発した。反政府勢力には民主化勢力のほか、ゴルノ・バダフシャン自治州のパミール人やガルム地方の民族集団、イスラム勢力が含まれていた。一方、政府側にはソ連時代から新政府でも常に国内や政府内で優遇されてきたホジェンド地方の人々や、長く軍内で厚遇を独占してきたクリャーブ地方の人々が付いた。数度の武力衝突の後、ホジェンド派は妥協し、野党勢力も交えた新しい連立が発足した。しかし却って野党勢力は勢いを増し、9月にナビエフ大統領は辞任を余儀なくされた。一方で首都のドゥシャンベでは市街戦が始まっていた。
ロシアとウズベキスタンの軍事支援を受け、ホジェンド派とクリャーブ派からなる人民戦線は1992年末には反政府勢力を圧倒、連立政権は瓦解した。
ホジェンド・クリャーブ派が多数を握るタジキスタン共和国最高会議は、エモマリ・ラフモンが指導者とする新政権を立ち上げた。このことは政府内での権力がホジェンド派から軍を掌握するクリャーブ派へ移行したことを意味していた。ラフモンはクリャーブ地方の出身であった。
1993年には戦争は激しさを増した。クリャーブの民兵組織はロシアなどの軍事援助を受け、タジキスタン・イスラム復興党(IRP)のイスラム勢力やゴルノ・バダフシャン自治州のパミール人やガルム人組織などを相手に戦局を常に優位に進めた。さらにドゥシャンベの南部ではパミール人やガルム人に対する民族浄化も行われ、特にIRPの根拠地でありガルム人の多いクルガン・テッパでは虐殺が行われ数万人が犠牲となった。生き残った者はアフガニスタンへ難民となった。
アフガニスタン国内で反政府勢力は態勢を建て直し、イスラム協会の支援を受け、アフマド・シャー・マスードが反政府勢力を後援した。
反政府勢力はタジク野党連合(UTO）を結成した。
山岳国家であるタジキスタンでは中央政府の統制が及ばなくなり、1994年に国際連合タジキスタン監視団(UNMOT)が派遣された。
内戦の当初の段階ではタジキスタンの南部が戦場となったが、1996年から反政府軍の標的はドゥシャンベに駐留しているロシア軍部隊に変わった。アフガニスタン北部から出撃してきたイスラム過激派は、タジキスタン国内でもロシア軍を相手に戦いを続けた。
1997年、国連主導の停戦協議が進行され、UTO側の捕虜交換、および政権に野党勢力を入れる、という再三の要求が最終的に受け入れられ合意が成立し1997年6月27日、モスクワのクレムリンでエモマリ・ラフモン(1994年にタジキスタン大統領に就任)、UTOのサイイド・アブドゥッラー・ヌーリー、ロシアのボリス・エリツィン大統領の間で和平協定が調印された。ロシアのエフゲニー・プリマコフ外相はイラン、カザフスタン、トルクメニスタンの各外相とも和平協定を協議した。
停戦までにタジキスタンは内戦で疲弊荒廃し、120万人が難民となった。人々は国際的な援助団体からの支援で生き延びた。この内戦では内外のジャーナリストも標的にされ、数十人のジャーナリストが殺されていた。監視団に派遣されていた秋野豊筑波大学助教授をはじめ、外国人も標的となり犠牲になった。また優秀な人材が国外へと流出した。